# António Saraiva
Pour les articles homonymes, voir Saraiva.
António da Cruz Pinto Saraiva, appelé plus communément António Saraiva, est un footballeur portugais né le 3 mai 1934 à Peso da Régua et mort le 7 mai 2018 à Portimão. Il évolue au poste de défenseur.

## Biographie
Il fait partie de la grande équipe du Benfica Lisbonne du début des années 1960. Il est alors champion du Portugal à trois reprises, ainsi que vainqueur de la coupe du Portugal. Il remporte également la Coupe des clubs champions en 1961, bien qu'il ne dispute pas la finale.
Avec les clubs de Caldas et du Benfica, il dispute un total de 104 matchs en première division portugaise, inscrivant quatre buts.

## Palmarès
Avec le Benfica Lisbonne :
- Vainqueur de la Coupe des clubs champions en 1961.
- Champion du Portugal en 1960, 1961 et 1963.
- Vainqueur de la Coupe du Portugal en 1962.